# Schwarzstirnlöffler
Der Schwarzstirnlöffler (Platalea minor) ist eine extrem seltene Vogelart aus der Familie der Ibisse und Löffler (Threskiornithidae).

## Beschreibung
Schwarzstirnlöffler erreichen eine Körperlänge von 60 bis 78,5 cm, ein Gewicht von bis zu 1228 g und eine Flügelspannweite von bis zu 110 cm. Adulte Tiere haben einen schwarzen Schnabel, eine rote Iris, das Schwarz an den Federn der Flügel fehlt. Vögel im ersten Winter haben einen blassen Schnabel, ihre Iris ist braun. Das Gefieder und Gesicht dieses Vogels ist weiß, die Beine schwarz.

## Verbreitung
Der Schwarzstirnlöffler brütet auf Inseln vor der Westküste Koreas und Chinas. Das Überwinterungsgebiet liegt in Japan (u. a. Man-See, Nagura Amparu), auf Taiwan, in der Volksrepublik China (Hongkong, Macau und andere Gebiete), in Vietnam und Südkorea.

## Lebensweise
Die Nahrung besteht hauptsächlich aus Fischen, Schalenweichtieren, Insekten und Krebstieren wie Krabben und Garnelen.

## Gefährdung
Aufgrund von Bejagung, Lebensraumzerstörung und Umweltverschmutzung erreichte die Population von 1988 bis 1990 mit 288 Exemplaren ihren geringsten Stand. 2001 war die Art nach erfolgreichen Schutzbemühungen in der Roten Liste von „unmittelbar vom Aussterben bedroht“ auf „stark gefährdet“ zurückgestuft worden. Eine Zählung ergab 969 Einzelvögel, die Vogelschutzorganisation BirdLife International zählte im Jahre 2005 bereits 1475 Einzeltiere.
Der Schwarzstirnlöffler erregte 2002/2003 aufgrund eines Massensterbens Medieninteresse. Außergewöhnlich hohe Wintertemperaturen hatten in Taiwan zu mehreren Ausbrüchen des gefürchteten Vogel-Botulismus geführt. Die tödlichen Bakterien entwickeln sich vor allem in überdüngten Gewässern. 73 Vögel starben an den Bakterien, was immerhin sieben Prozent der Weltpopulation entspricht.